# Кораблик (головний убір)
Кораблик  — традиційний головний убір шляхетних одружених жінок, який за козацьких часів був поширений по всій Україні.
Кораблик — це невелика жіноча шапочка довгувато-округлої форми з низькими краями, що щільно прилягають до втулини, а спереду та позаду стирчать ріжками догори. За козацьких часів такі кораблики були у великому вжитку. Тоді їхні передні і задні кінці робили подвійними і тому така шапочка виглядала, як така що має чотири ріжки чи вуха. Робилися такі шапочки тоді з парчі та оксамиту, а відвороти з хутра. В кін. 19 на поч. 20 ст. кораблики були вже великою рідкістю, їх носили тоді переважно на Харківщині та Вороніжчині. І робили їх в той час вже з сукна з оксамитовими відворотами. Кораблики носили тільки одружені жінки. Кораблики зображені в малюнках Тимофія Калинського на шляхетних паннах та міщанках, пізніше в кін. 19 ст.  кораблики носили жінки з простого населення.
«Дідона рано ісхопилась,
пила з похмілля сирівець;
А після гарно нарядилась
Якби в аренду на танець.
Взяла кораблик бархатовий,
Спідницю і корсет шовковий
І зачепила ланцюжок;
Червоні чоботи обула,
Тай і запаски не забула,
А в руки з вибійки платок.»
«Цариця ж сіла на ослоні,
В адамашковому шушоні,
В кораблику із соболів.»
Іван Котляревський «Енеїда»

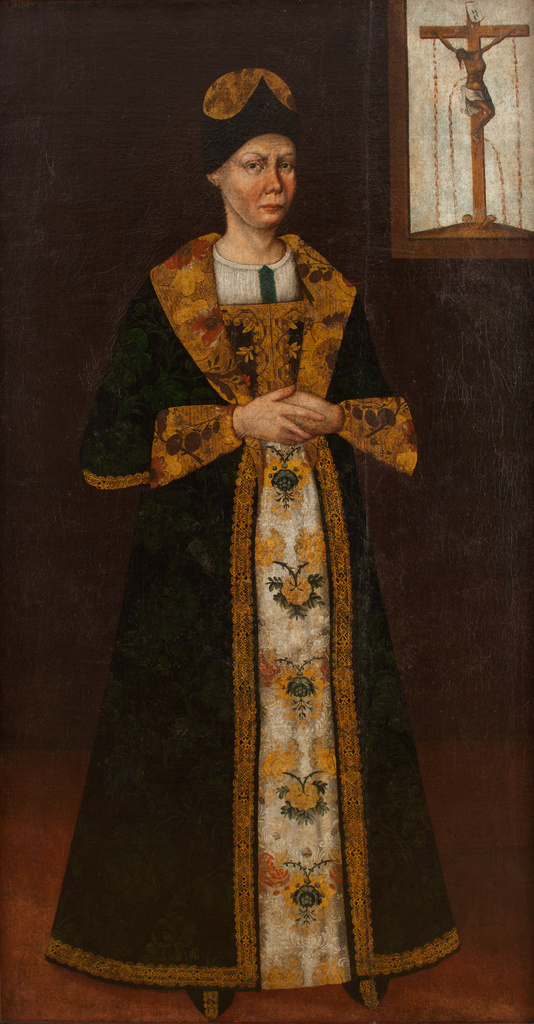
Марія Мазепа в кораблику
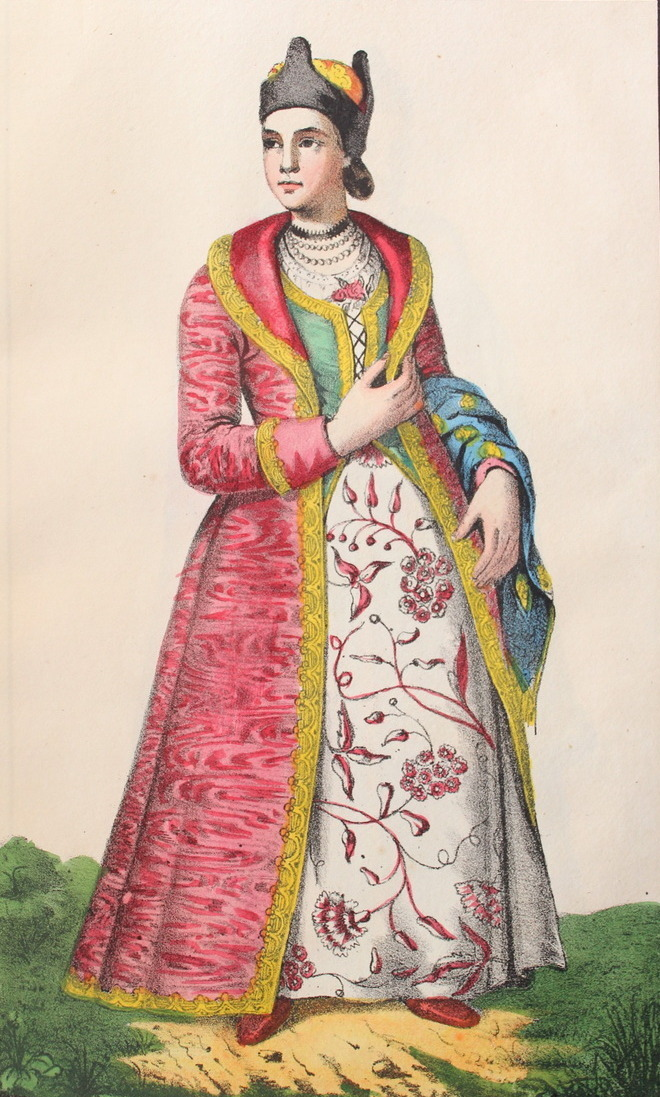
Шляхтянка
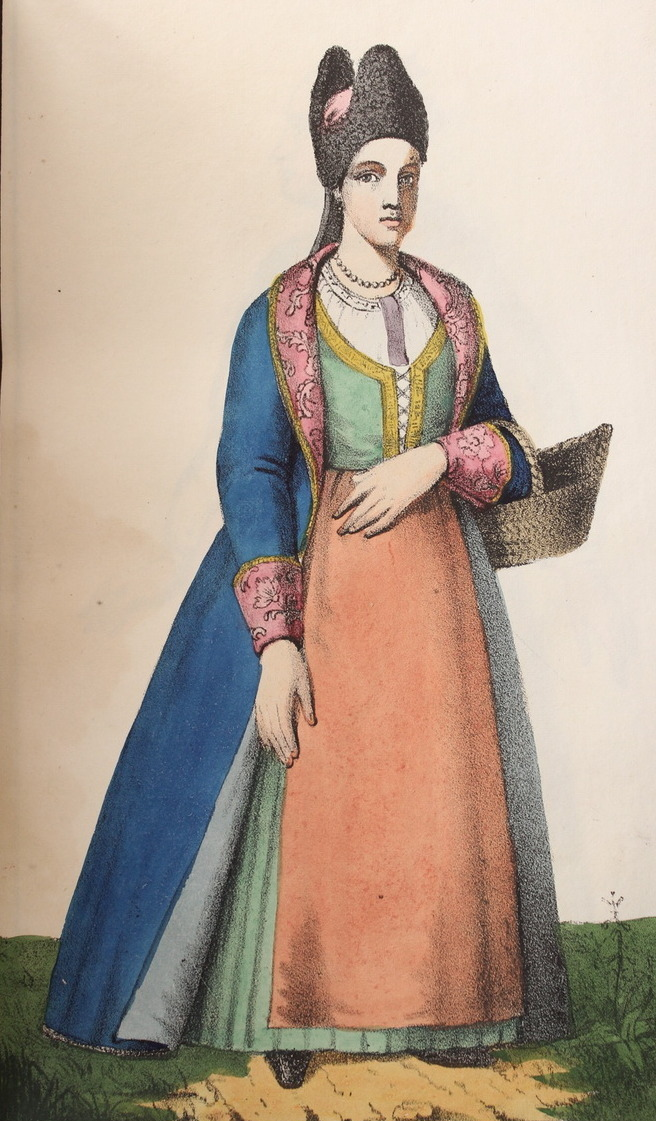
Міщанка